# Michael Krivelevich
Michael Krivelevich (30 de janeiro de 1966) é um matemático israelense, especialista em combinatória extremal e probabilística, professor da School of Mathematical Sciences da Universidade de Tel Aviv, Israel.
Krivelevich obteve um doutorado na Universidade de Tel Aviv em 1997, orientado por Noga Alon, com a tese Problems in Probabilistic Combinatorics.
Foi palestrante convidado do Congresso Internacional de Matemáticos em Seul (2014: Positional Games).
Foi eleito em 2017 fellow da American Mathematical Society "for contributions to extremal and probabilistic combinatorics".